# محمدعلی باطنی
محمدعلی باطنی (متولد ، تهران)، طراح پوستر و نقاش اهل ایران می باشد.او در پانزدهمین جشنواره فیلم فجر برای فیلم خواهران غریب کاندید سیمرغ بلورین بهترین پوستر شده است.
وی بیش از ۳۰۰ پوستر برای سینمای ایران طراحی کرده است و از هنرمندان برجسته در تاریخ طراحی پوستر فیلم در ایران به شمار می‌آید پوسترهای باطنی را می‌توان ادامه‌ای بر طراحی پوستر نقاشان تبلیغاتی چون هایک اجاقیان، میشا گیراگوسیان و محسن دولو دانست.

## طراح پوستر
- سفر شبانه (۱۳۷۶)
- شاهرگ (فیلم ۱۳۷۶) (۱۳۷۶)
- خواهران غریب (فیلم) (۱۳۷۴)
- روزهای خوب زندگی (۱۳۷۳)
- رؤیای نیمه‌شب تابستان (۱۳۷۳)
- رد پای گرگ (۱۳۷۳)
- مجازات (۱۳۷۳)
- پرتگاه (۱۳۷۲)
- چشم شیطان (۱۳۷۲)
- راز گل شب بو (۱۳۷۲)
- روز فرشته (۱۳۷۲)
- من زمین را دوست دارم (۱۳۷۲)
- طعمه (۱۳۷۱)
- امید (۱۳۷۰)
- دو نیمه سیب (۱۳۷۰)
- یکبار برای همیشه (۱۳۷۰)
- دزد عروسک ها (۱۳۶۹)
- شکار خاموش (۱۳۶۹)
- آتش در خرمن (۱۳۶۹)
- بازی بزرگان (۱۳۶۹)
- راز کوکب (۱۳۶۸)
- شب بیست و نهم (۱۳۶۸)
- ویزا (۱۳۶۶)
- آوار (۱۳۶۴)
- اجاره‌نشین‌ها (۱۳۶۵)
- حرمت رفیق (۱۳۵۶)
- خان نایب (۱۳۵۶)
- خدا قوت (۱۳۵۶)
- در شهر خبری نیست (۱۳۵۶)
- زن (۱۳۵۶)
- سفر سنگ (۱۳۵۶)
- شب زخمی (۱۳۵۶)
- فری دست قشنگ (۱۳۵۶)
- فریادرس (۱۳۵۶)
- قول مرد (۱۳۵۶)
- مشکل آقای اعتماد (۱۳۵۶)

## تیتراژ
- به دادم برس رفیق (۱۳۵۷)
- سرنوشت‌سازان (۱۳۵۷)
- کوسه جنوب (۱۳۵۶)
- گل های کاغذی (۱۳۵۶)
- پیش کسوت (۱۳۵۵)
- اضطراب (۱۳۵۴)
- تعصب (۱۳۵۴)
- دزد سوم (۱۳۵۴)
- شبگرد (۱۳۵۴)
- فرار از حجله (۱۳۵۴)
- هم قسم (۱۳۵۴)
- آب توبه (۱۳۵۳)
- ابرمرد (۱۳۵۳)
- ماشین مشتی ممدلی (۱۳۵۳)
- مرگ در باران (۱۳۵۳)
- مهدی فرنگی (۱۳۵۳)
- هیاهو (۱۳۵۳)
- مصطفی لره (۱۳۵۲)
- ناخدا با خدا (۱۳۵۲)